# Park Miniatur Świątyń w Myczkowcach
Park Miniatur Świątyń w Myczkowcach - Centrum Kultury Ekumenicznej im. św. Jana Pawła II – park miniatur, mieszczący się we wsi Myczkowce (powiat leski). Placówka mieści się na terenie Ośrodka Wypoczynkowo-Rehabilitacyjnego Caritas Diecezji Rzeszowskiej.
Park wraz z Centrum Kultury Ekumenicznej został otwarty w październiku 2007 roku. Na dziesięciu wzgórzach umieszczono 140 miniatur drewnianych kościołów  oraz cerkwi obrządków: katolickiego, greckokatolickiego oraz prawosławnego, sporządzonych w skali 1:25. Drewniane miniatury zostały wykonane przez Janusza Kuliga, rzemieślnika z Chmielnika, natomiast za architekturę terenu odpowiada Norbert Piekarski z Bliznego. 

Wzorami były świątynie znajdujące się na terenie Polski, Ukrainy oraz Słowacji. Miniatury zostały rozmieszczone według lokalizacji na terenie zamieszkiwania grup etnograficznych: Dolinian, Pogórzan, Bojków oraz Łemków. Prezentują one cechy architektoniczne, właściwe dla świątyń kościoła łacińskiego oraz bizantyjskiego.
Park jest obiektem całorocznym, czynnym codziennie. Wstęp jest płatny. Oprócz Parku na terenie ośrodka znajdują się: stadnina koni, Mini-ZOO oraz Ogród Biblijny.